# Bulbophyllum ligulatum
Bulbophyllum ligulatum là một loài phong lan thuộc chi Bulbophyllum.